# Songyuan
Songyuan (kinesisk skrift: 松原; pinyin: Sōngyuán; Wade-Giles: Sūng-yüán) er en by på præfekturniveau i provinsen Jilin i den nordøstlige del af Folkerepublikken Kina. Songyuan har et areal på 20.159 km² og ca. 2.8 millioner indbyggere (2007).

## Administrative enheder
Bypræfekturet Songyuan har jurisdiktion over et distrikt (区 qū), 3 amter (县 xiàn) og et autonomt amt (自治县 zìzhìxiàn).
| Kort               | Kort                         | Kort                    | Kort                               | Kort                   | Kort        | Kort     |
| ------------------ | ---------------------------- | ----------------------- | ---------------------------------- | ---------------------- | ----------- | -------- |
| Kort over Songyuan |                              |                         |                                    |                        |             |          |
| #                  | Navn                         | Hanzi                   | Pinyin                             | Befolkning (2003 est.) | Areal (km²) | Indb/km² |
| Distrikter         |                              |                         |                                    |                        |             |          |
| 1                  | Ningjiang                    | 宁江区                  | Níngjiāng Qū                       | 520.000                | 1.269       | 410      |
| Amter              |                              |                         |                                    |                        |             |          |
| 2                  | Fuyu                         | 扶余县                  | Fúyú Xiàn                          | 770.000                | 4.464       | 172      |
| 3                  | Changling                    | 长岭县                  | Chánglǐng Xiàn                     | 640.000                | 5.787       | 111      |
| 4                  | Qian'an                      | 乾安县                  | Qián'ān Xiàn                       | 300.000                | 3.522       | 85       |
| Autonomt amt       |                              |                         |                                    |                        |             |          |
| 5                  | Qian Gorlos (For mongolerne) | 前郭尔罗斯 蒙古族自治县 | Qiánguō'ěrluósī Měnggǔzú Zìzhìxiàn | 580.000                | 5.117       | 113      |

45°10′11″N 124°49′27″Ø / 45.16972°N 124.82417°Ø